# Basukinath
Basukinath è una città dell'India di 14.119 abitanti, situata nel distretto di Dumka, nello stato federato del Jharkhand. In base al numero di abitanti la città rientra nella classe IV (da 10.000 a 19.999 persone).

## Geografia fisica
La città è situata a 24° 23' 32 N e 87° 04' 48 E.

## Società

### Evoluzione demografica
Al censimento del 2001 la popolazione di Basukinath assommava a 14.119 persone, delle quali 7.341 maschi e 6.778 femmine. I bambini di età inferiore o uguale ai sei anni assommavano a 2.373, dei quali 1.258 maschi e 1.115 femmine. Infine, coloro che erano in grado di saper almeno leggere e scrivere erano 7.693, dei quali 4.780 maschi e 2.913 femmine.